# Абонементная карточка
Абонементная карточка — карточка установленного образца с указанием номера абонента библиотеки и сведений о нём. Согласно системе стандартов по информации, библиотечному и издательскому делу, в ГОСТ 7.0-99 такой термин, как «абонементная карточка», отсутствует. Взамен его, применяется «библиотечный абонемент» — форма библиотечного обслуживания, предусматривающая выдачу изданий для использования вне библиотеки (на определённых условиях). Доступ к фондам библиотеки постоянный пользователь может получать как лично, так и дистанционно (электронно через сеть Интернет, или по почте).
Существует также заочный библиотечный абонемент, который предоставляет абонентам возможность пользования библиотекой непосредственно по месту жительства или работы путём пересылки по почте.

## Направленность
Абонементная карточка предназначена для записи сведений о выданной литературы и её возврата в библиотеку. Широко применяется для межбиблиотечного обслуживания.
В бумажную абонементную карточку библиотекарь вписывает сведения о каждой выданной читателям литературе и напротив сведений читатель ставит подпись.
В электронную абонементную карточку библиотекарь считывает сведения с книги при помощи считывающего устройства со штрихкода, вклеенные в книге и заносит сведения в компьютер, и распечатывает чек со сроком возврата литературы.
В современном виде, для постоянных абонентов библиотек, библиотечный абонемент и читательский билет прикреплены друг к другу.